# Браницкий, Александр Владиславович
Граф Александр Владиславович Браницкий (пол. Aleksander Branicki; 1821 — 19 сентября 1877, Ницца) — польский путешественник, энтомолог, ботаник, коллекционер, меценат.

## Биография
Представитель шляхетского рода герба Корчак. Второй сын графа Владислава Браницкого (1783—1843), российского командира эпохи наполеоновских войн, генерал-майора, и Розы Станиславовны Потоцкой (1780—1862), племянник С. С. Потоцкого.
Молодые годы А. Браницкого прошли в Санкт-Петербурге, где он вращался в кругах прогрессивной российской и польской интеллигенции. В Варшаве он поддерживал знакомство со многими интеллектуалами, группирующимися вокруг литературно-научного журнала «Biblioteka Warszawska».
В своем имении Ставище в Киевской губернии (Украина) в 1857 году основал ботанический сад, а в поместье Суха-Бескидзка собрал богатую коллекцию произведений искусства, библиотеку книг и рукописей.
За поддержку, в том числе и финансовую, польского восстания 1863 года был сослан в Саратов, а затем в том же 1863 году выслан за пределы Российской империи.
Вместе с братом Константином Браницким (1824—1884), А. С. Вагой и В.К. Тачановским совершил ряд путешествий, которые сам финансировал. Исследовал южную Европу, Аравийский полуостров, территории сегодняшней Турции и некоторые части Африки, в особенности Египет (1863—1864 и 1872—1873), Алжир (1866—1867), Нубию (1872—1873).
Собранные в путешествиях коллекции передал в дар Зоологическому кабинету Главной Варшавской школы (теперь Варшавский университет). Закупил во Франции для этого же кабинета богатую энтомологическую коллекцию и коллекцию раковин. Подарил редкие зоологические экземпляры из своих собраний на Украине.
Финансировал путешествия исследователей Б. Дыбовского, М. И. Янковского, Л. Млокосевича и других. За счёт своих средств осуществил ряд природоведческих публикаций и изданий, в том числе учебное пособие «Зоология в картинках» (пол. Zoologia obrazowa; 1876) М. Новицкого и «Флора Украины» А. Андржейовского (1869).
В сфере интересов графа были также оккультизм, спиритизм и делающая первые шаги фотография. Выращивал породистых коней, в том числе чистокровных арабских скакунов. Во время своего пребывания в Египте и на Ближнем Востоке принимал участие в скачках.
Умер в Ницце возрасте 56 лет.

## Семья
В 1846 году Александр Браницкий женился на Анне Нине Михайловне Голынской (1824—1907), дочери действительного статского советника Михаила Ивановича Голынского (ок. 1782—1854) и Елизаветы Дмитриевны Толстой (род. 1798). У супругов родился единственный сын:
- Владислав Михаил Пиус Браницкий (11 мая 1848, Белая Церковь — 12 апреля 1914, Ницца). Женат с 1872 года на графине Юлии Потоцкой (1854—1921), дочери графа Альфреда Юзефа Мариана Потоцкого (1822—1889) и княгини Марии Клементины Сангушко (1830—1903).